# Железная дорога в Новой Каледонии
Железная дорога Нумеа-Пайита была, помимо нескольких узкоколейных промышленных железнодорожных линий, единственной железнодорожной линией метровой колеи в Новой Каледонии. Она была открыта в декабре 1914 года между Нумеа и Думбэа в 1904 году и продлена до Пайита в 1914 году. Поезда проходили расстояние в 29 км по узкоколейной железной дороге за один час пятнадцать минут.

## История
Идея железной дороги, соединяющей Нумеа с Канала на северном побережье острова в 166 км к северо-западу от Нумеа, была впервые одобрена губернатором Паллу де ла Барриером в 1884 году. Но деньги не оправдались, поскольку Генеральный совет колебался, предоставлять ли необходимый для предприятия заём.
Следующий губернатор Поль Фейе смог убедить Генеральный совет, чтоб он выделил сумму, необходимую для выполнения работ, включая строительство железной дороги.
Линия была открыта 17 августа 1901 года, но пассажирский поезд провёл первый рейс лишь 30 декабря 1904 года. Первоначальный амбициозный проект был значительно урезан, поскольку линия остановилась в Думбэа. Глубокая выемка, проведенная через холм и туннель Тонгуэ, продлила работу на четыре года и создала ряд постоянных рабочих мест. Но пассажирские и грузовые перевозки по этой линии составляли всего семнадцать километров, это стоило более четырёх с половиной миллионов франков.
В 1908 году Société des Charbonnages de Nouvelle-Calédonie, которая эксплуатировала никелевые месторождения, предложила построить за свой счет участок Думбэа-Пайита. Генеральный совет одобрил проект, заключил новый кредит и работа началась. Новый участок, который потребовал строительства 79-метрового моста через Думбэа и открытие второго туннеля, потребовал четырёх лет работы. Первого января 1914 года была открыта линия Нумеа-Пайита общей длиной 29 километров. Длительность поездки составляла полтора часа с десятью остановками.
Операционные счета были сбалансированы в 1908 году, но с 1912 года ситуация начала ухудшаться. Причины — эпидемия чумы, Первая мировая война, конкуренция автобусов в двадцатые годы и мировой экономический кризис. В ноябре 1939 года было принято решение о временном прекращении работы железной дороги. Железная дорога Нумеа — Пайита закрылась 1 января 1940 года из-за низкого пассажиропотока, дефицита компании, устаревшего подвижного состава и плохого состояния путей.
В апреле 1942 года Американская 790-я железнодорожная транспортная компания вновь открыла линию для обслуживания железных дорог в военных целях.
После ухода американцев линия была заброшена и разобрана. Руины бывшей железнодорожной станции Пайита остались на севере города. Погрузочная платформа и пандус хорошо сохранились, до сих пор видны фундаменты различных зданий. На месте бывшего железнодорожного вокзала сохранился небольшой локомотив по прозвищу «Маргарита». Локомотив использовался до 1940 года.

## Галерея

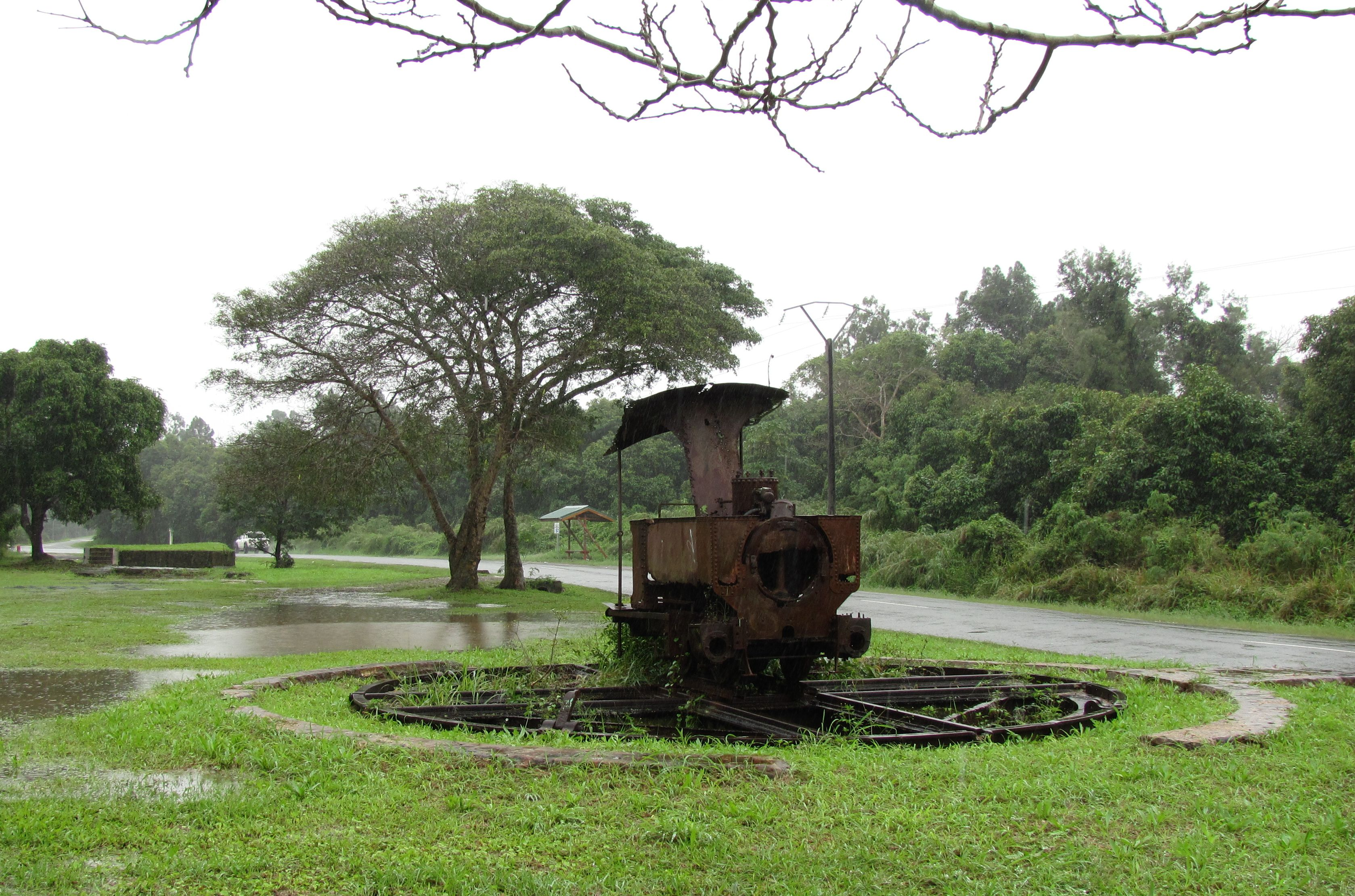
Локомотив «Маргарита»
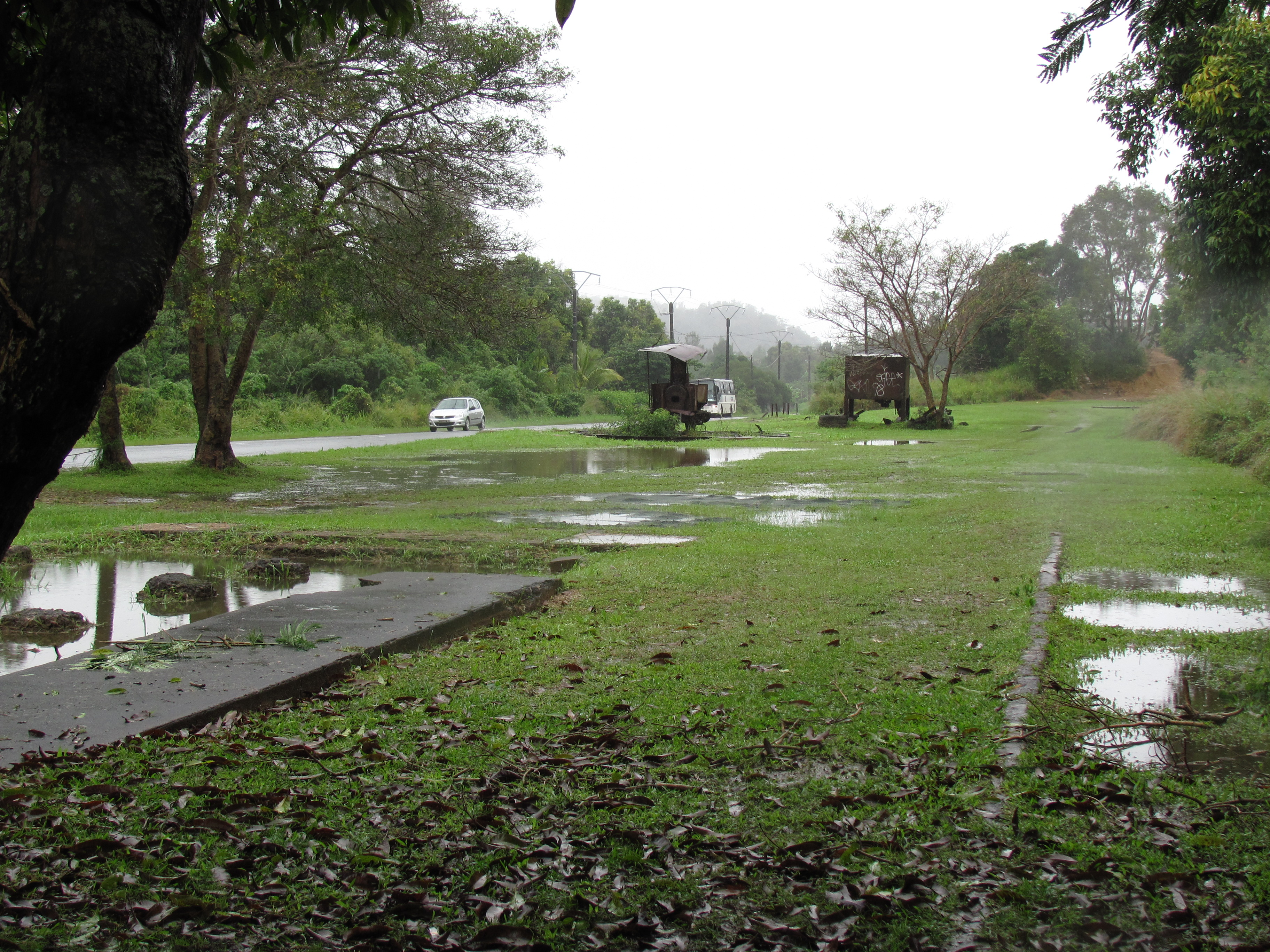
Бывшая станция Пайита